# Salvinia

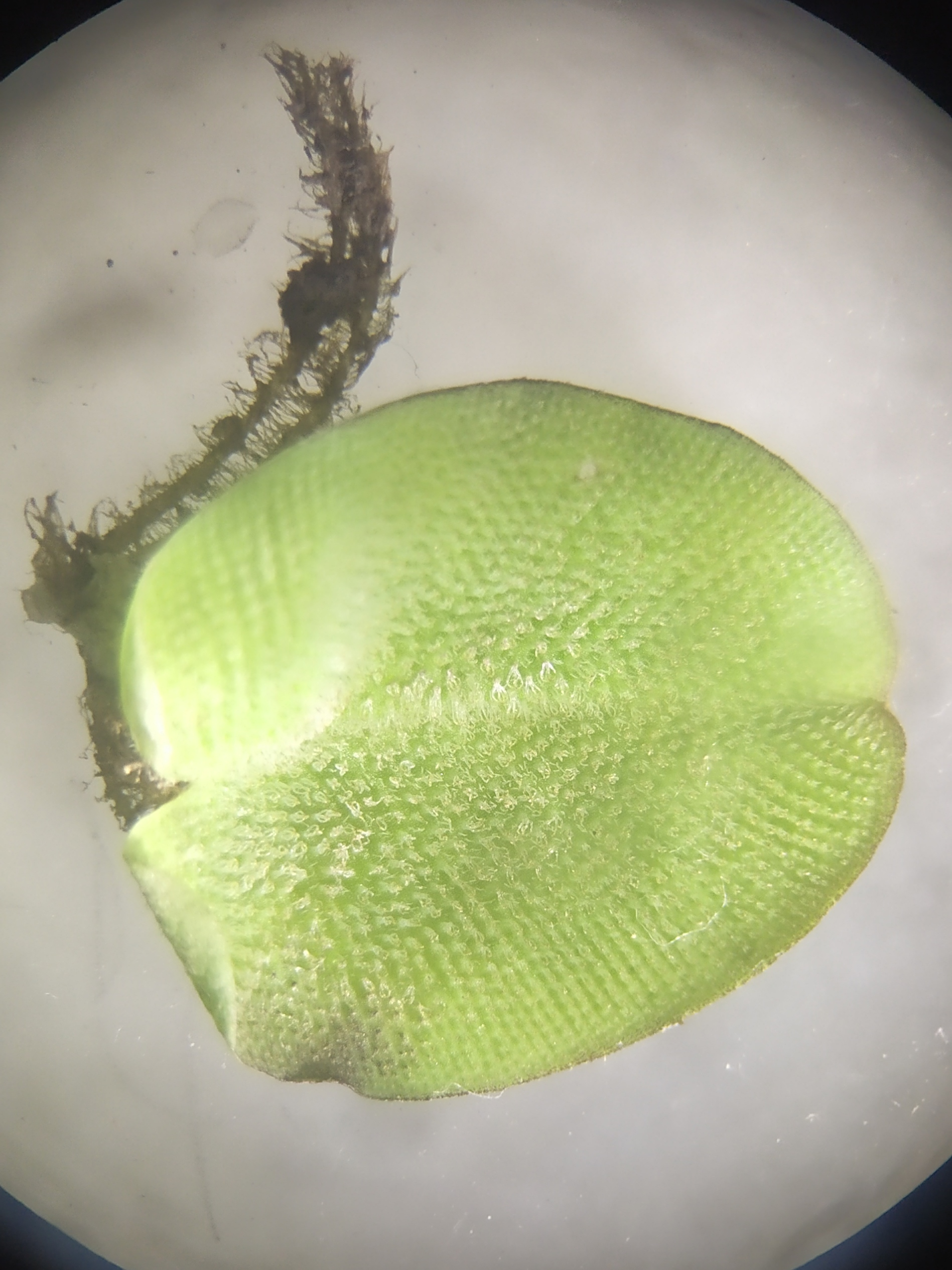
Vista de uma Salvinia sp. em lupa.

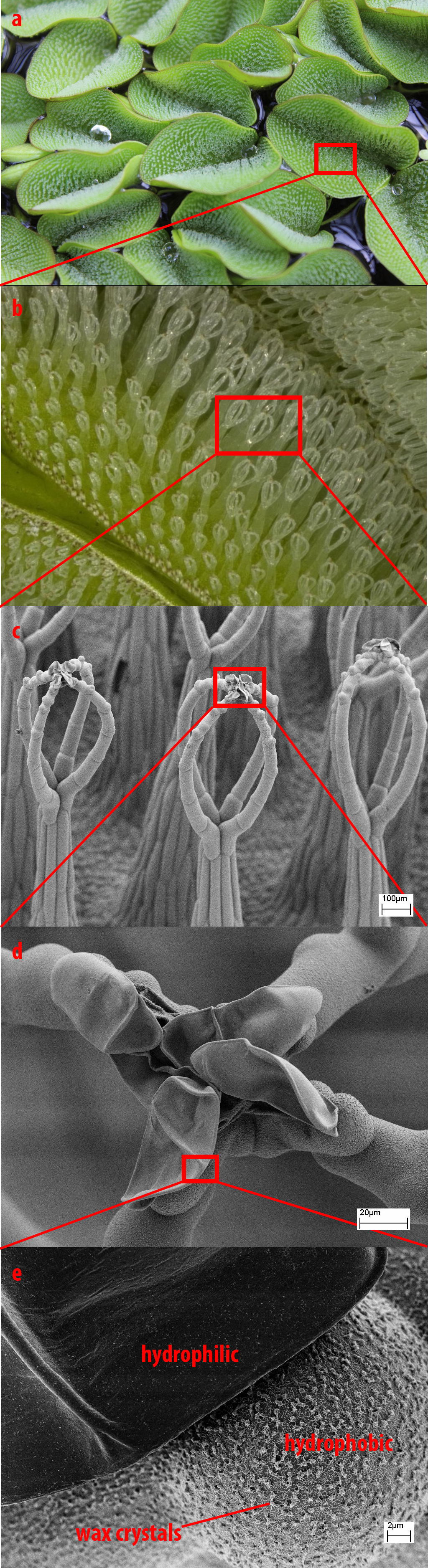
Salvinia molesta, pilosidade da face superior da folha, repelente à água, com tricomas em forma de "pincel".

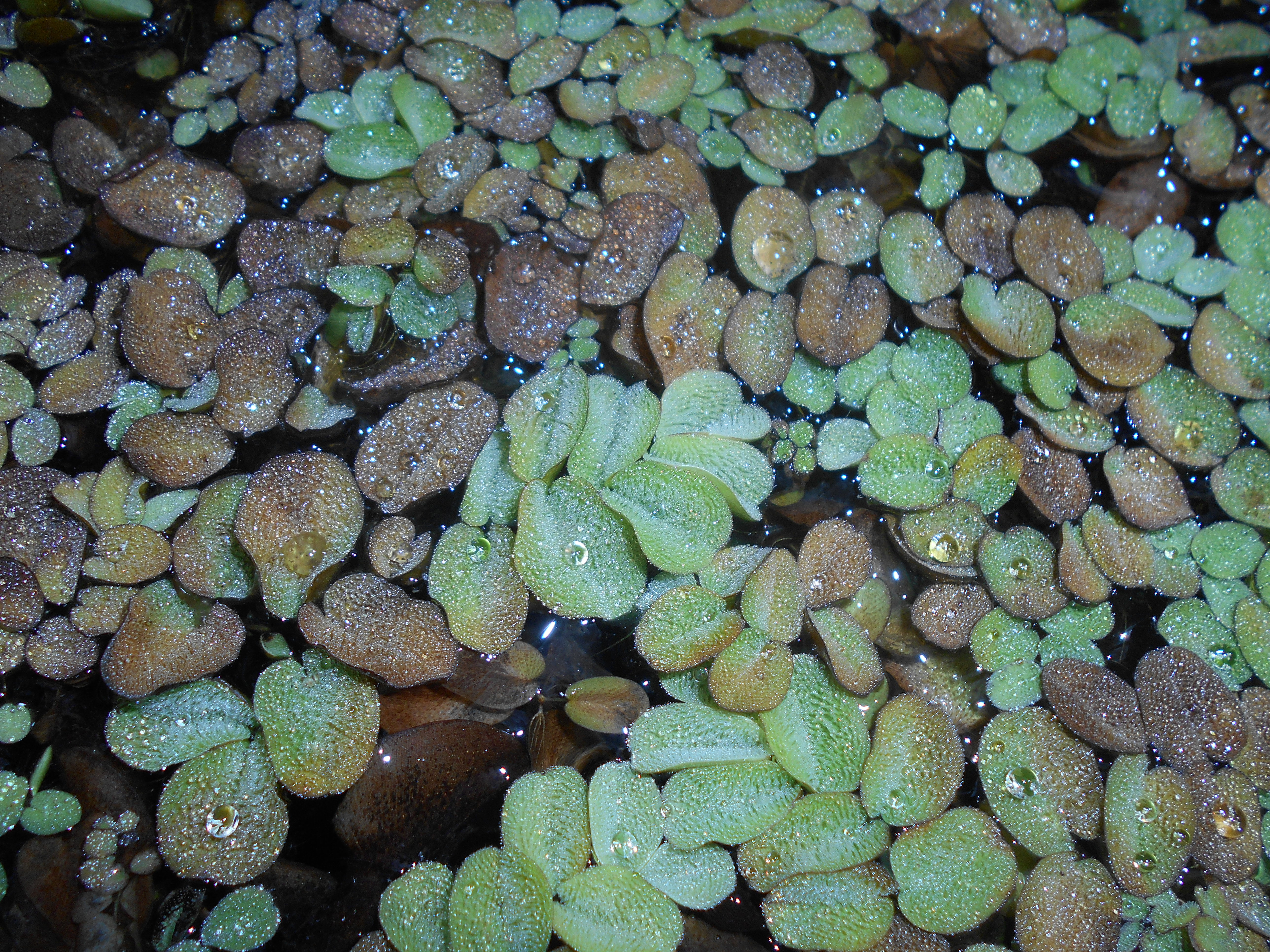
Salvinia biloba

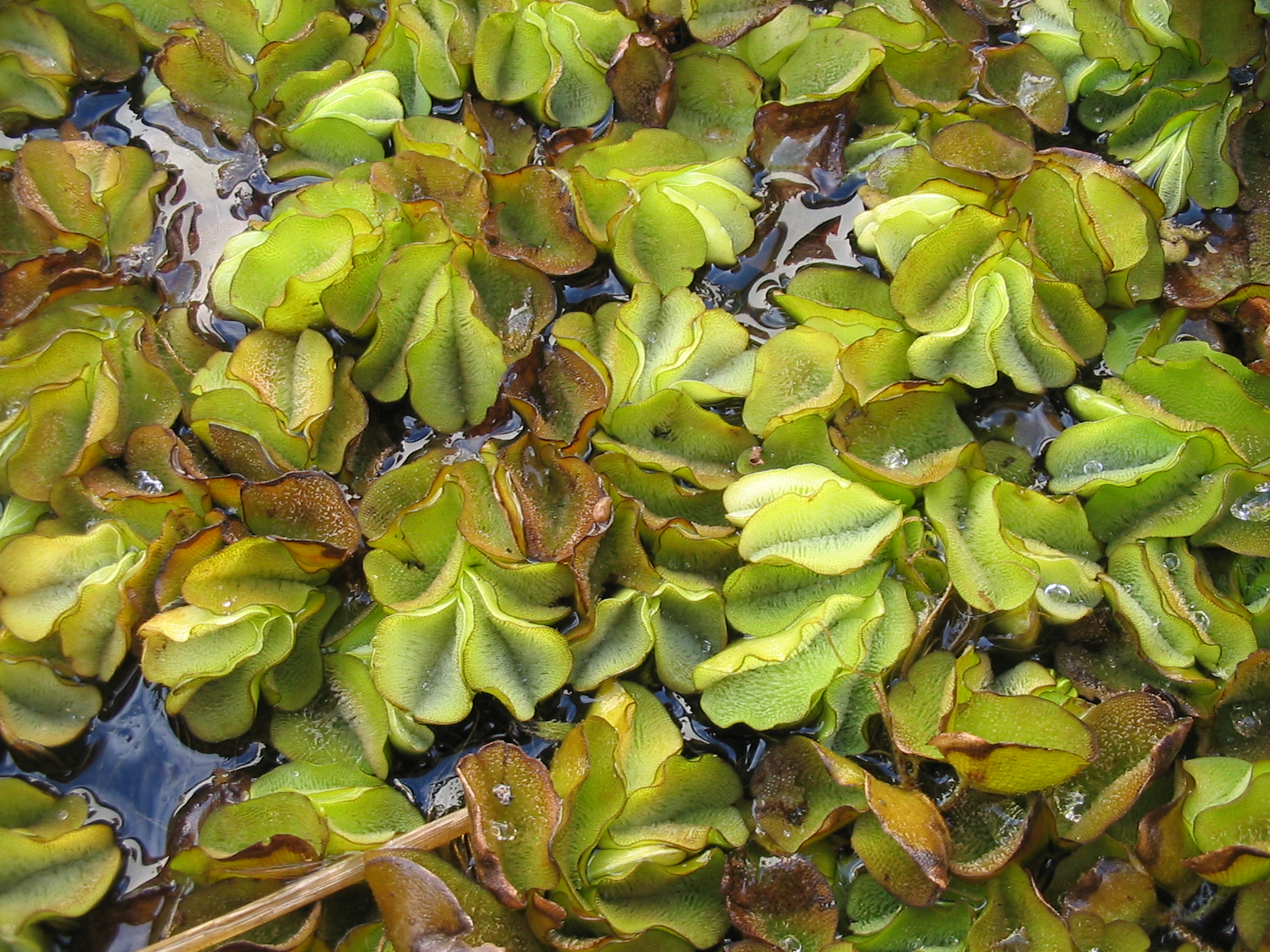
LSalvinia molesta

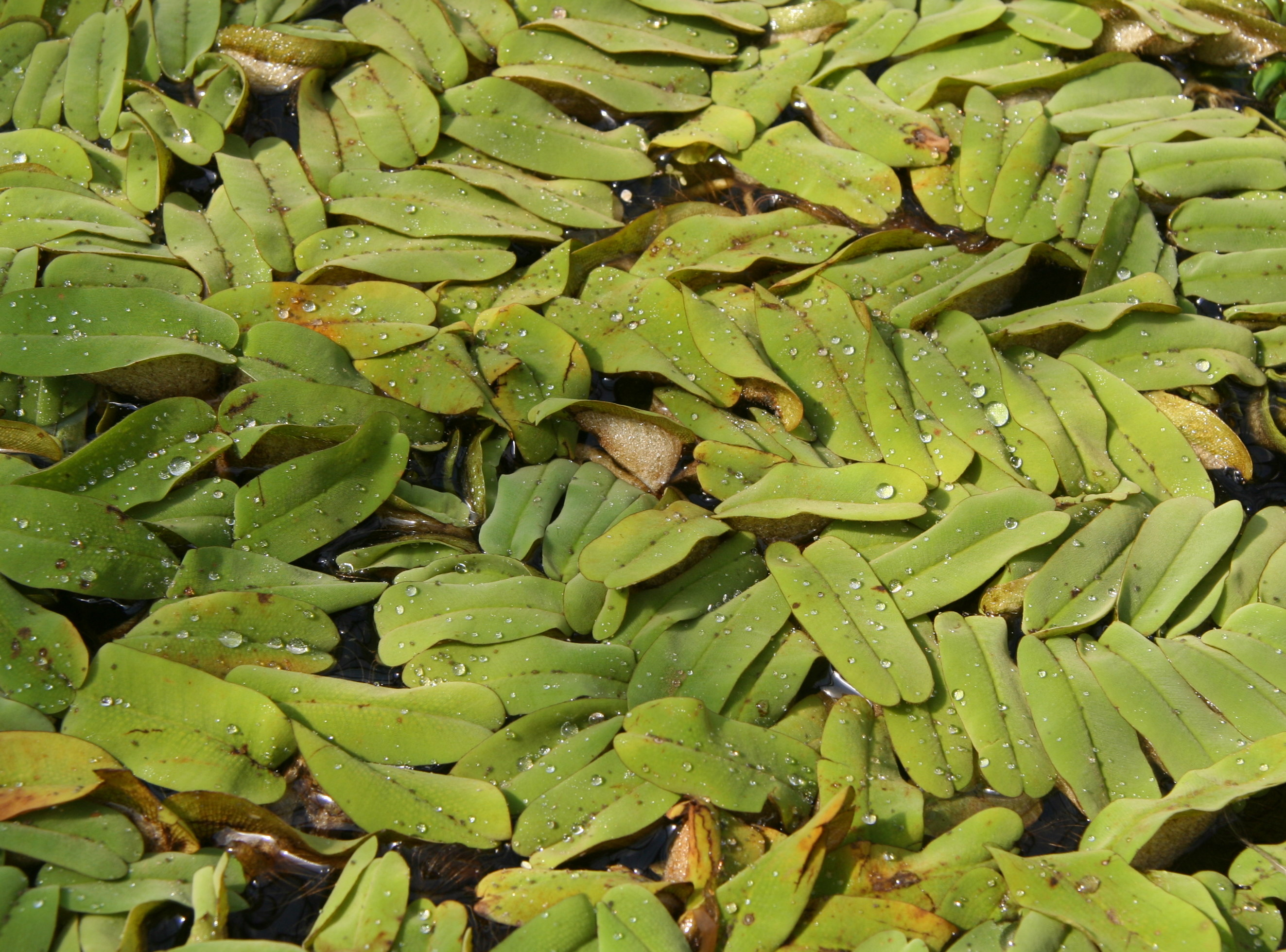
Salvinia oblongifolia

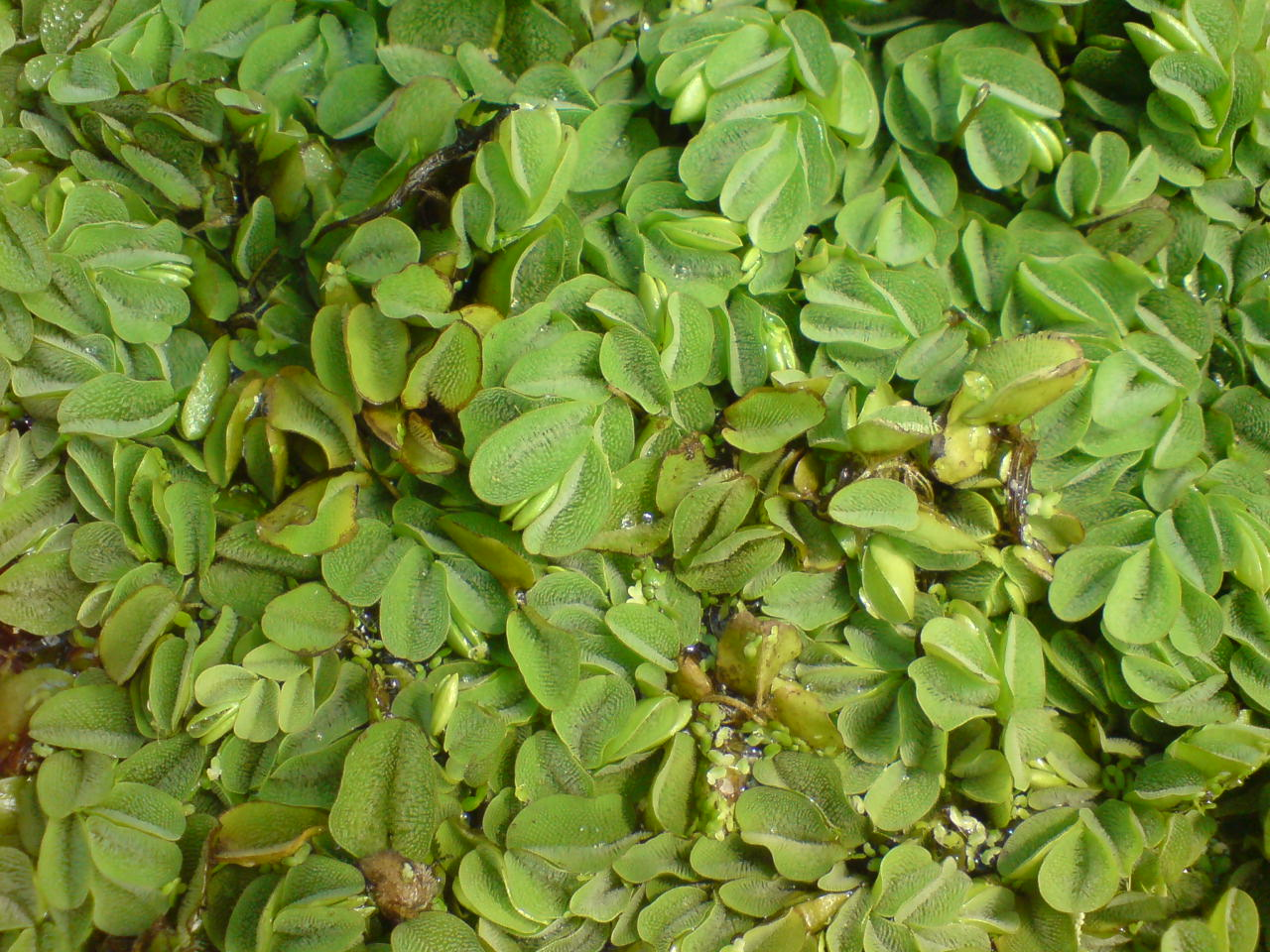
Salvinia auriculata

Salvínia (Salvinia) é um género de pteridófitos flutuantes pertencente à família Salviniaceae, que agrupa pelo menos 10-12 espécies de plantas aquáticas validamente descritas. A maioria das espécies são nativas dos trópicos (com exceção da Austrália) onde ocorrem em águas paradas ou de fluxo lento. A única espécie europeia é Salvinia natans.

## Descrição
Salvinia é um género da família Salviniaceae que agrupa un conjunto de espécies de fetos flutuantes cujo nome foi dado em honra de Anton Maria Salvini, um cientista italiano do século XVII. Fontes recentes incluem Azolla e Salvinia em Salviniaceae, apesar de antes cada um destes géneros ter estado incluído em famílias diferentes. Nesse seguimento, no sistema PPG I, o género foi considerado estreitamente aparentado com os restantes pteridófitos aquáticos, especialmente com o género Azolla do qual está filogeneticamente muito próxima, sendo, conjuntamente com este género, integrado na família Salviniaceae.
O género foi proposto em 1754 por Jean-François Séguier, na sua descrição das plantas encontradas em Verona, intitulada Plantae Veronenses, Na sua presente circunscrição taxonómica, são reconhecidas 12 espécies, mas pelo menos três das quais (S. molesta, S. herzogii, e S. minima) são consideradas híbridos, em parte porque seus esporângios são encontrados vazios.

### Morfologia
Os membros do género Salvinia são pequenas plantas aquáticas flutuantes, com entre 2 e 20 cm de comprimento, com caules rastejantes, ramificados, com tricomas nas papilas da superfície das folhas, mas sem raízes verdadeiras. As frondes ocorrem em verticilos trímeros, com duas lâminas foliares verdes, sésseis ou curto-pecioladas, planas, inteiras e flutuantes, e uma folha finamente dissecada, peciolada, radicular e pendente. A folha submersa, o soróforo, é portadora de soros que são circundadas por indúsios membranosos basifixos formando esporocarpos bem desenvolvidos.
Propagam-se por reprodução sexuada através de esporos e vegetativamente por estolhos. Este último método de reprodução pode levar a um crescimento rápido sobre a superfície da água dando um carácter invasivo a estas plantas. Cada planta individual consiste em eixos de crescimento horizontal com três frondes (folhas). Dois destes eixos são formados por folhas flutuantes redondas ou ovais; o terceiro é finamente dividido, estende-se alguns centímetros para baixo e assume o papel de raiz, sem no entanto estar ancorado ao fundo.
Os soróforos carregam esporocarpos de dois tipos, ou megasporângios que são poucos em número (aproximadamente 10 por soróforo), cada um com um único megásporo, ou múltiplos microsporângios, cada um com 64 micrósporos. Os esporos são de dois tipos e tamanhos, ambos globosos, triletes. Os megagametófitos e microgametófitos sobressaem da parede do esporângio. Os megagametófitos flutuam na superfície da água com arquegónios dirigidos para baixo, enquanto os microgametófitos permanecem fixos à parede do esporângio.
As Salvinaceae, como as restantes famílias de fetos da ordem Salviniales, são heterospóricas, produzindo esporos de diferentes tamanhos. No entanto, o desenvolvimento da fronde em Salvinia é único. O lado superior da folha flutuante, que parece estar virado para o eixo do caule, é morfologicamente abaxial.
Salvinia cucullata é uma das poucas espécies de fetos para as quais foi publicado um genoma de referência.
Os pequenos crescimentos semelhantes a pêlos, conhecidos como tricomas ou folículos microgâmicos, que aparentavam não ter qualquer função produtiva e serem um mistério biológico, estão associados ao efeito Salvinia, dando à folhas um carácer fortemente hidrofóbico.

### Distribuição
O género tem uma distribuição natural predominatemente tropical e subtropical, estando presente na América do Norte, México, Índias Ocidentais, América Central, América do Sul, Eurásia, África (incluindo Madagáscar) e Bornéu.
A geografia do registo fóssil de Salvinia sugere que os membros do género podem ter sido amplamente distribuídos durante o Terciário.

### Taxonomia e filogenia
O género Salvinia foi proposto pelo botânico italiano Pier Antonio Micheli em 1729, em honra do filólogo italiano Anton Maria Salvini (1653-1729), e na sua presente circunscrição taxonómica inclui as seguintes espécies:
- Salvinia auriculata Aubl. — nativa do México, Bermudas, Índias Ocidentais, América Central e América do Sul.[11]
- Salvinia biloba Raddi — nativa do Brasil, Bolívia e Paraguai.[11]
- Salvinia cucullata Roxb. ex Bory — nativa da Índia, Indonésia, Tailândia, Myanmar, Camboja e Vietname.[11]
- Salvinia cyathiformis Maxon — nativa de Trinidad.
- Salvinia hastata Desv. — nativa do Quénia, Tanzânia, Malawi, Moçambique, Madagáscar e Reunião.[11]
- Salvinia herzogii de la Sota — nativa do Brasil, Argentina, Paraguai e Uruguai.[11]
- Salvinia minima Baker — originária do México, das Caraíbas, da Guatemala, das Honduras, do Belize, de El Salvador, da Nicarágua, do Panamá, da Colômbia, do Equador, da Venezuela, do Brasil, da Bolívia, do Peru, do Paraguai, do Uruguai e do norte da Argentina.[11] Amplamente naturalizada na América do Norte.
- Salvinia molesta Mitchell — oroginária do Brasil, amplamente naturalizado nas regiões tropicais e subtropicais, também ocorre nos Países Baixos.
- Salvinia natans (L.) All.)[12] — nativa da Europa, Norte de África, Ásia.
- Salvinia nymphellula Desv. — nativa da África Ocidental.
- Salvinia oblongifolia Mart. — nativa do Brasil.
- Salvinia radula Bak. — ocorre no Panamá, Colômbia, Equador, Venezuela, Brasil, Bolívia e Paraguai.[11]
- Salvinia sprucei Kuhn — ocorre no Panamá, Colômbia, Venezuela, Trinidad e Norte do Brasil.[11]

A tabela seguinte apresenta as espécies consideradas como validamente descritas (2024):
- Salvinia auriculata
- Salvinia biloba
- Salvinia cucullata
- Salvinia cyathiformis
- Salvinia hastata
- Salvinia herzogii
- Salvinia minima
- Salvinia molesta
- Salvinia natans
- Salvinia nymphellula
- Salvinia oblongifolia
- Salvinia radula
- Salvinia rotundifolia
- Salvinia sprucei

O género Salvinia apresenta a seguinte filogenia interna (parcial):

|  | S. minima Baker                                                                    |
|  |                                                                                    |
|  | \| \| S. ×molesta Mitch. \| \| \| \| \| \| S. oblongifolia von Martius \| \| \| \| |
|  |                                                                                    |
|  | S. ×molesta Mitch.                                                                 |
|  |                                                                                    |
|  | S. oblongifolia von Martius                                                        |
|  |                                                                                    |

|  | S. ×molesta Mitch.          |
|  |                             |
|  | S. oblongifolia von Martius |
|  |                             |

|  | S. minima Baker                                                                    |
|  |                                                                                    |
|  | \| \| S. ×molesta Mitch. \| \| \| \| \| \| S. oblongifolia von Martius \| \| \| \| |
|  |                                                                                    |
|  | S. ×molesta Mitch.                                                                 |
|  |                                                                                    |
|  | S. oblongifolia von Martius                                                        |
|  |                                                                                    |

|  | S. ×molesta Mitch.          |
|  |                             |
|  | S. oblongifolia von Martius |
|  |                             |

|  | S. minima Baker                                                                    |
|  |                                                                                    |
|  | \| \| S. ×molesta Mitch. \| \| \| \| \| \| S. oblongifolia von Martius \| \| \| \| |
|  |                                                                                    |
|  | S. ×molesta Mitch.                                                                 |
|  |                                                                                    |
|  | S. oblongifolia von Martius                                                        |
|  |                                                                                    |

|  | S. ×molesta Mitch.          |
|  |                             |
|  | S. oblongifolia von Martius |
|  |                             |

|  | S. minima Baker                                                                    |
|  |                                                                                    |
|  | \| \| S. ×molesta Mitch. \| \| \| \| \| \| S. oblongifolia von Martius \| \| \| \| |
|  |                                                                                    |
|  | S. ×molesta Mitch.                                                                 |
|  |                                                                                    |
|  | S. oblongifolia von Martius                                                        |
|  |                                                                                    |

|  | S. ×molesta Mitch.          |
|  |                             |
|  | S. oblongifolia von Martius |
|  |                             |

Entre as outras espécies incluem-se:
- S. auriculata Aublet
- S. biloba Raddi
- S. ×delasotae Miranda & Schwartsburd 2019 {Salvinia sprucei × Salvinia minima}
- S. hastata Desvaux
- S. martynii Kopp
- S. nuriana de la Sota
- S. nymphellula Desvaux
- S. sprucei Kuhn

## Etnobotânica
As espécies Salvinia auriculata, Salvinia cucullata, Salvinia oblongifolia e, sobretudo, Salvinia molesta, são cultivados como plantas de aquário.
A salvínia-gigante (Salvinia molesta), nativa da América do Sul, é uma planta daninha que se comporta como espécie invasora quando introduzida em climas tropicais. Cresce rapidamente, até duas vezes o seu peso seco em 2-3 dias, e forma densos tapetes sobre águas doces paradas. Um pequeno gorgulho, a espécie Cyrtobagous salviniae, tem sido utilizado com sucesso para controlar biologicamente a salvínia-gigante.
Uma das utilizações propostas tira partido dos tricomas hidrofóbicos, que não repelem os óleos. Isto torna-os candidatos a limpar derrames de petróleo, uma vez que ficam saturados de petróleo em trinta segundos. Os tricomas de S. molesta serviram de modelo para a criação de um policarbonato sintético igualmente hidrofóbico.

## EfeitoSalvinia
O efeito salvínia descreve a estabilização de uma camada de ar sobre uma superfície submersa hidrofóbica (repelente da água) por pinos hidrofílicos (que que se ligam às moléculas de água). Este fenómeno físico-químico foi descoberto na espécie flutuante Salvinia molesta pelo botânico Wilhelm Barthlott (Universidade de Bona) enquanto trabalhava no efeito lótus e foi descrito em 2010 em colaboração com o físico Thomas Schimmel (Karlsruher Institut für Technologie), o mecânico de fluidos Alfred Leder (Universidade de Rostock) e os seus colaboradores.